# Eye of the Storm
Eye of the Storm —en español: Ojo de la tormenta— es el noveno álbum de la banda japonesa de J-rock ONE OK ROCK, fue lanzado el 13 de febrero de 2019 a través del sello discográfico japonés A-Sketch y luego del sello internacional Fueled by Ramen.
Se han lanzado dos sencillos, "Change" y "Stand Out Fit In" en apoyo del álbum. La banda realizará una gira por Europa a partir de diciembre de 2018.

## Lista de canciones
Versión original (Japonés)
| Eye of the Storm |                             |          |  |
| N.º              | Título                      | Duración |  |
| 1.               | «Eye of the Storm»          | 3:04     |  |
| 2.               | «Stand Out Fit In»          | 3:34     |  |
| 3.               | «Head High»                 | 3:27     |  |
| 4.               | «Grow Old Die Young»        | 3:27     |  |
| 5.               | «Push Back»                 | 3:30     |  |
| 6.               | «Wasted Nights»             | 3:44     |  |
| 7.               | «Change»                    | 2:54     |  |
| 8.               | «Letting Go»                | 3:20     |  |
| 9.               | «Worst in Me»               | 3:10     |  |
| 10.              | «In the Stars» (con Kiiara) | 3:24     |  |
| 11.              | «Giants»                    | 2:44     |  |
| 12.              | «Can't Wait»                | 3:20     |  |
| 13.              | «The Last Time»             | 2:50     |  |